# Domingo de Soto
Domingo de Soto, O.P. (Segovia, 1494 – Salamanca, 15 novembre 1560), è stato un presbitero, filosofo e teologo spagnolo, considerato insieme a Francisco de Vitoria uno dei maggiori esponenti della scuola di Salamanca.

## Biografia

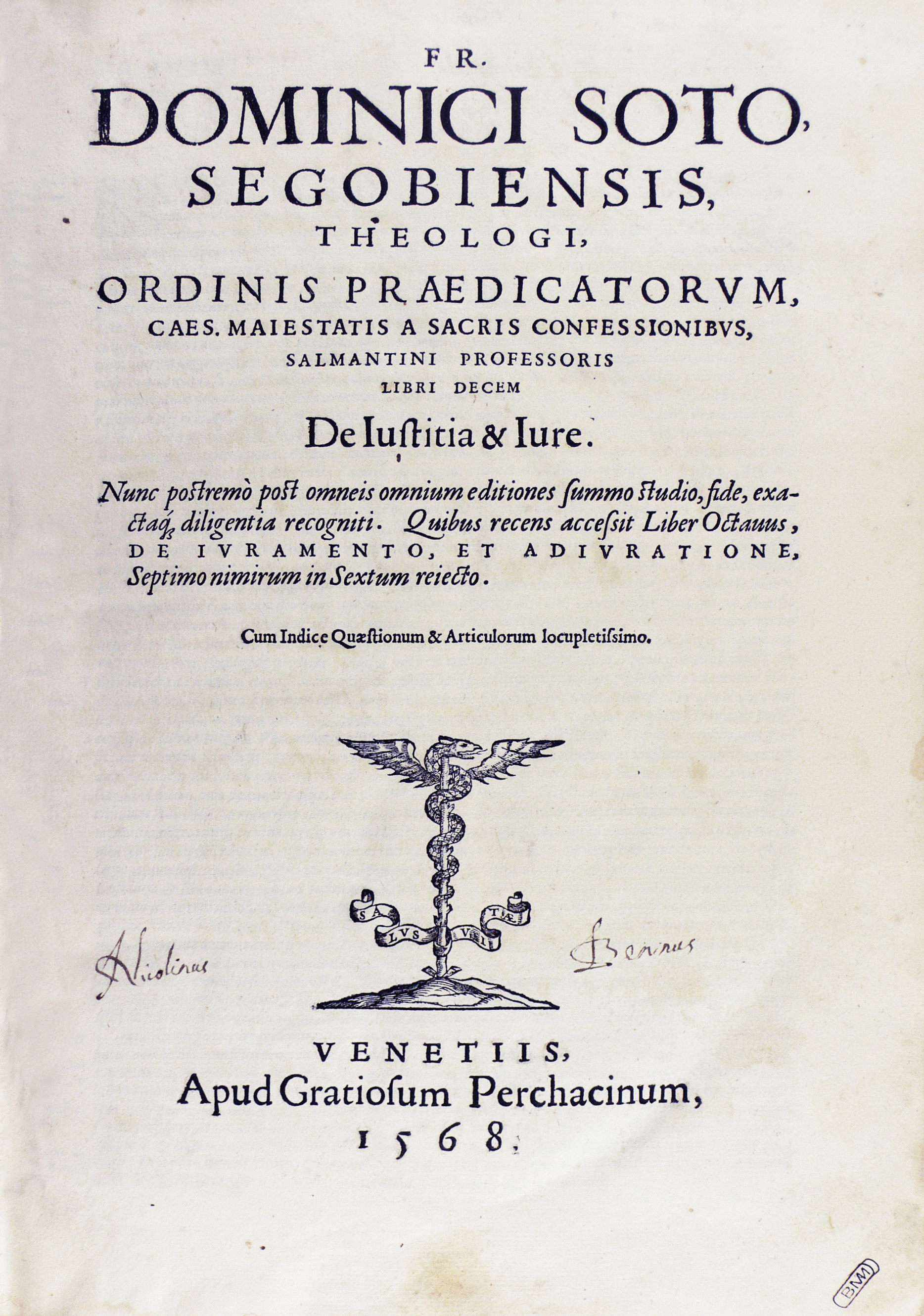
De iustitia et iure, 1568 (Fondazione Mansutti, Milano).

Libri decem de iustitia & iure

### Nascita e formazione
Domingo de Soto nacque a Segovia nel 1495 e il suo nome di battesimo era "Francisco". Soto studiò latino a Segovia sotto Juan de Oteo e Sancho de Villaveses. Iniziò i suoi studi filosofici nel 1513 presso l'Università di Alcalá, dove studiò sotto Tommaso di Villanova. Nell'estate del 1517 si iscrisse all'Università di Parigi. Qui studiò nel collegio di Santa Barbara, in cui insegnava il matematico e fisico Juan de Celaya. De Soto fu il confessore di Carlo V d'Asburgo.

### L'entrata nei domenicani e l'insegnamento
Nell'estate del 1524 divenne novizio domenicano presso il priorato di San Pablo a Burgos, cambiando il suo nome da Francisco a Domingo; prese i voti definitivi il 23 luglio 1525. Divenuto Doctor theologiae nel 1525, insegnò dapprima a Segovia, e in un secondo momento a Salamanca, dove sostituì frequentemente Francisco de Vitoria, che era spesso malato. Dal 1532 al 1549 occupò la cattedra di teologia presso l'Università di Salamanca, che lasciò brevemente per diventare confessore di Carlo V in Germania. Nel corso del suo insegnamento universitario si mantenne sempre fedele all'aristotelismo tomistico.

### Il Concilio di Trento e gli ultimi anni
Negli anni 1545-1547 fu teologo di Carlo V d'Asburgo e partecipò al concilio di Trento, dove difese l'insegnamento di San Tommaso d'Aquino sulla giustificazione e contribuì alla discussione sul rapporto tra la grazia divina e la libertà umana;
Nel 1548 partecipò, come teologo cattolico, alla redazione dell'Interim di Augusta. In quell'occasione conobbe il confessore dell'imperatore Pedro de Soto, che sostituì nella carica nel 1548. Entrambi tentarono senza successo di limitare l'influenza esercitata dal cardinale de Granvelle su Carlo V. L'imperatore gli offrì la nomina a vescovo di Segovia, ma de Soto rifiutò la carica e tornò al suo monastero dove nel 1550 fu eletto priore. Dal 1552 fino alla sua morte, è stato docente presso l'Università di Salamanca. 

### La difesa dei diritti dei nativi
Sostenitore del voto di povertà, si batté per la difesa degli oppressi. In una disputa con Filippo II di Spagna, difese il diritto dei poveri e impegnò nella Giunta di Valladolid  con Bartolomé de Las Casas per i diritti degli indiani d'America. In particolare, dichiarò non considerabile terra nullius il territorio delle Indie, dato che queste erano già abitate prima del primo viaggio di Colombo.

## Contributo scientifico
Per le affermazioni contenute nelle sue Quaestiones Super Octo Libros Physicorum Aristotelis de Soto è considerato un precursore della meccanica moderna.
De Soto è infatti considerato il primo ad avere affermato che un corpo in caduta libera subisce un'accelerazione uniforme (motus uniformiter difformis).
È probabile che le sue scoperte fossero note a Galileo, che menziona de Soto nel suo Tractatus de Elementis e che frequentò le classi di alcuni suoi discepoli presso il Collegio Romano (oggi Pontificia Università Gregoriana).
Sembra inoltre probabile che gli scritti di de Soto abbiano influenzato il pensiero di Galileo sulla cinematica. Secondo Juan José Pérez Camacho e Ignacio Sols Lucía, il concetto di de Soto di resistentia interna di un corpo prefigura la resistenza interna di Galileo.

## Opere
- Summulae, Burgos, 1529.
- De dominio, Salamanca, 1534.
- (LA) Domingo de Soto, De ratione tegendi et detegendi secretum, Brescia, Turlino, Giacomo & Turlino, Policreto ; Marchetti, Pietro Maria, 1582.
- In dialecticam Aristotelis commentarii, Salamanca, 1544.
- In VIII libros physicorum, 1545.
- (ES) Domingo de Soto, Deliberacion en la causa de los pobres, Salamanca, Juan de Junta, 1545.
- Ad Sanctum Concilium Tridentinum de natura et gratia libri tres, (Venecia, 1547).
- (LA) Domingo de Soto, In Epistolam divi Pauli ad Romanos commentarii, Antwerpen, Steels, Joannes, 1550.
- (LA) Domingo de Soto, De iustitia et iure, Antwerpen, Steels, Joannes, 1550.
- (LA) Domingo de Soto, Apologia contra reverendum episcopum Catharinum, Antwerpen, Steels, Joannes, 1550.
- An liceat civitates infidelium, Salamanca, 1553.
- In IV sent. libros comment, 1555-6.
- (LA) Domingo de Soto, In quartum Sententiarum, vol. 1, Salamanca, excudebat Ioannes à Canoua, 1557.
- (LA) Domingo de Soto, De natura et gratia ad sanctum concilium Tridentinum, Antwerpen, Nuyts, Philippe, 1567.
- (LA) Domingo de Soto, Super octo libros Physicorum Aristotelis, Venezia, Ziletti, Francesco, 1582.
  - (LA) Domingo de Soto, Super octo libros Physicorum Aristotelis quaestiones, Salmanticae : Ex officina Ildefonsi à Terranoua & Neyla, 1582.